# Jo Ann Harris

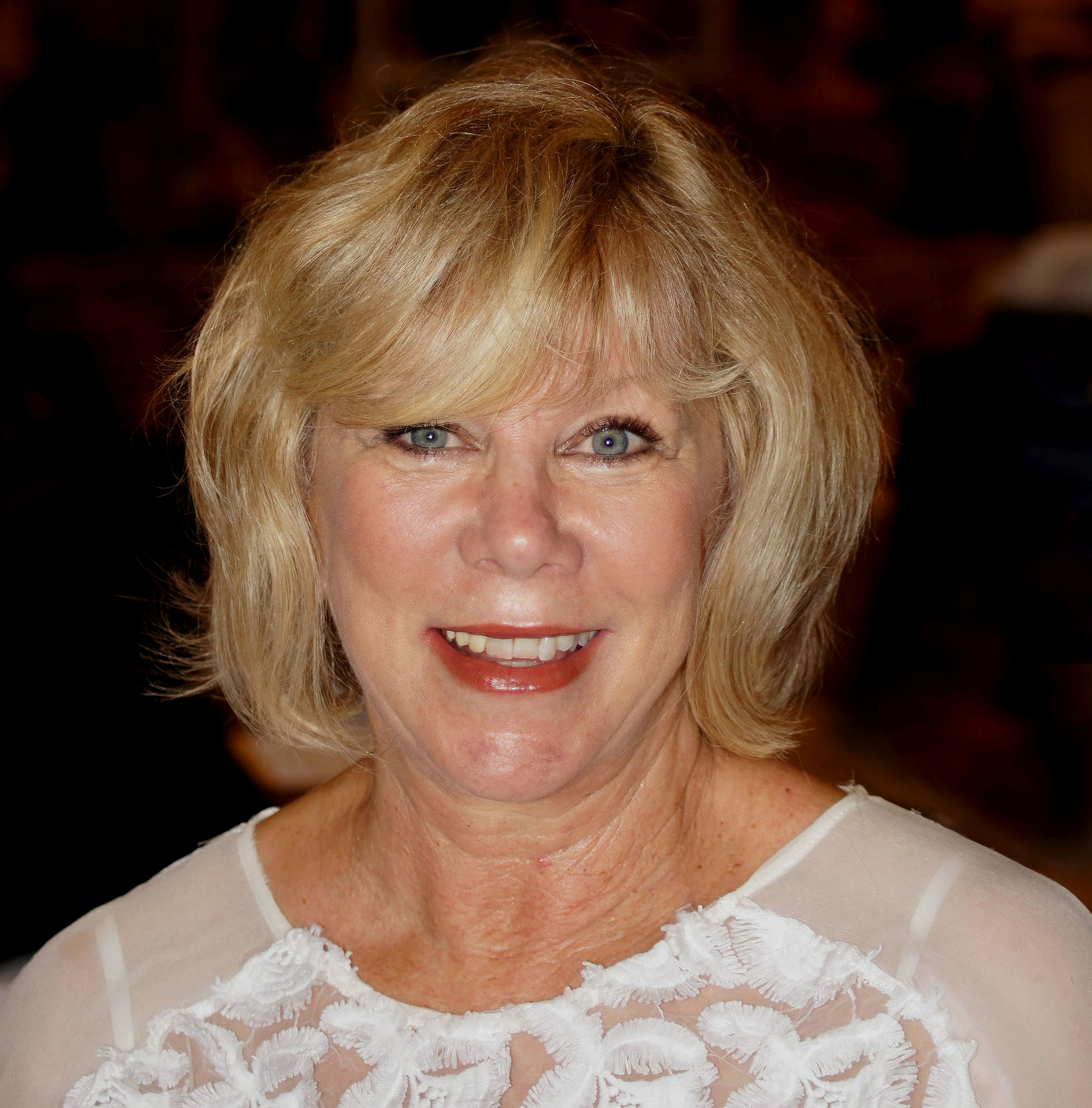
Jo Ann Harris

Jo Ann Harris, född 27 maj 1949 i Los Angeles, Kalifornien, är en amerikansk skådespelerska som är mest känd för sin roll som den 17-åriga Carol som förför Clint Eastwoods rollfigur i Korpral McB - anmäld saknad. Hon har även gjort ett antal röster i den tecknade komediserien The Simpsons, samt rösten till Tina i Hanna-Barberas Goober and the Ghost Chasers från 1973.

## Film
- 1974 – Hämnden är ljuv

## TV
- 1976–1977 – Most Wanted (TV-serie)